# 蓝田县
蓝田县是陕西省西安市下辖的县，为四大名玉之一——蓝田玉之原产地。古时以盛产蓝田玉闻名，目前经济以农业和旅游业为主。地处于秦岭北麓、关中平原东南；东南与商洛市洛南县、商州区和柞水县以秦岭为界相毗邻；西与长安区和灞桥区以库峪河为界相接壤；北与临潼区、渭南市临渭区和华州区以骊山为界接壤。常住人口約50万人，区人民政府駐藍關街道縣門街6號。区域总面积为2,005.95平方公里。

## 历史
境内有蓝田猿人遗址，距今约150万年。
周安王二十三年（公元前379年）置县。
唐武德二年（619年），又分蓝田县为蓝田、白鹿二县，次年改白鹿县为宁民县，又增设玉山县。唐贞观元年废宁民、玉山二县入蓝田县。
红军领导人李先念、刘志丹、徐海东、汪锋、程子华等在此建立鄂豫陕苏区。

## 人口
西安市第七次全国人口普查主要数据公报显示：蓝田县常住人口为491975人，男性人口占比51.86%，女性人口占比48.14%，年龄结构中0-14岁占比16.5%，15-59岁占比60.17%，60岁以上占比23.33%，65岁以上占比16.48%。

## 地理与气候
蓝田县位于秦岭以北，关中地区东南部，距离西安35公里，在北纬33°50’－34°19’、东经109°07’-109°49’之间，面积1,969平方千米，人口63万，辖10镇12乡519个行政村。辖区超过80％为山区。

## 行政区划
蓝田县下辖1个街道办事处、18个镇：
蓝关街道、洩湖镇、华胥镇、前卫镇、汤峪镇、焦岱镇、玉山镇、三里镇、普化镇、葛牌镇、灞源镇、九间房镇、蓝桥镇、辋川镇、厚镇、三官庙镇、安村镇、孟村镇和小寨镇。

## 交通
- 西蓝高速公路、 312国道、 344国道、西合铁路和西武高速公路过境。

## 经济
农业为主，经济一般，属于西安中上层经济体。固定电话属于西安市话网。

## 旅游
- 汤峪温泉休闲旅游
- 公王岭蓝田猿人遗址
- 名刹水陆庵
- 白鹿塬
- 辋川王维别墅、溶洞群、漂流
- 蓝田玉（原产地保护）：中国地理标志产品。
- 花岗岩
- 大理石
- 蓝田白皮松：中国地理标志产品。

## 旅游景点
- 王顺山国家森林公园：总面积3,645公顷，其中景观林面积3,110公顷，森林覆盖率89.5%，海拔600-2,239m，分为6大景区，有150多个景点。王顺山原名玉山，因大孝子王顺担土葬母于此而得名，著名的蓝田玉即产于此山中。王顺山兼有华山之险，黄山之秀的特点，有陕西「小黄山」的美誉。2000年12月被晋升为国家森林公园。
- 井宇精品酒店：內有採取會員制的葡萄酒莊[6]。

## 人物
- 呂大防、呂大忠、呂大鈞、呂大臨，稱藍田呂氏四賢
- 于谦[7]